# Individualismo
Individualismo é um conceito político, moral e social que exprime a afirmação e a liberdade do indivíduo frente a um grupo, à sociedade ou ao Estado.
O Homem do renascimento passou a apoiar a competição e a desenvolver uma crença baseada em que o homem poderia tudo, desde que tivesse vontade, talento e capacidade de ação individual.
O individualismo, em princípio, opõe-se a toda forma de autoridade ou controle coercitivo sobre os indivíduos e coloca-se em total oposição ao coletivismo, no que concerne à propriedade. O individualista pode permanecer dentro da sociedade e de organizações que tenham o indivíduo como valor básico — embora as organizações e as sociedades, contraditoriamente, carreguem outros valores, não necessariamente individualistas, o que cria um estado de permanente tensão entre o indivíduo e essas instâncias de vida social.
Segundo Sartre, mesmo dentro do maior constrangimento — político, econômico, educacional ou outro —, existe um espaço, maior ou menor, para o exercício da liberdade individual, o que faz com que as pessoas possam se distinguir uma das outras, através das suas escolhas.
O exercício da liberdade individual implica escolhas, que, nas sociedades contemporâneas, frequentemente estão associadas a um determinado projeto. Indivíduos desenvolvem seus projetos dentro de um campo de possibilidades e dado um certo repertório sociocultural — que inclui ideologias, visões de mundo e experiências de classe, grupos, ethos, dimensões nas quais o indivíduo se insere.

## História
Na Idade Média, o indivíduo é visto somente como parte do coletivo, não destacável do todo social. Em Santo Agostinho, o ser humano é social por natureza ou essência, e individual por corrupção originária (De civitate Dei XII 28). A sua salvação como indivíduo é inseparável do destino dos seus semelhantes e, por isso, há uma naturalidade na esfera do social e do político, que é o próprio indicador da humanização.
Averróis considerava a sociedade como o melhor instrumento para a perfeição do indivíduo: "É impossível alcançar a perfeição humana integral se não se manifestarem as diferenças individuais existentes nas pessoas concretas de um povo a cujas distintas disposições naturais correspondem as diferenças das suas respectivas perfeições. Se cada sujeito concreto estivesse preparado potencialmente para todas as perfeições humanas a natureza teria feito algo em vão."
É possível identificar as questões da liberdade e da autonomia, fundamentais para a emergência do individualismo, já no humanismo renascentista e, mais claramente, no racionalismo e no iluminismo, quando se estabelece a diferenciação entre o indivíduo pré-moderno, orientado por uma ordem transcendente, religiosa, e o indivíduo moderno, orientado sobretudo pela razão e pela vontade.
A ideia do homem como centro do universo, que usufrui de autonomia do espírito, liberdade da razão e exercício da vontade, é central na passagem do mundo medieval ao mundo moderno — cujo marco é a Revolução Francesa — e torna possível a afirmação do indivíduo como princípio e como valor.
Assim, o individualismo remonta ao contrato social e às origens do pensamento democrático, com Hobbes, Locke e Rousseau e a rejeição do poder político legitimado pelo direito de dinástico herança ou pela vontade divina. Consolida-se assim a concepção de indivíduo como um ser uno, livre e responsável por seus próprios atos — o cidadão moderno, célula mínima do Estado democrático, que lhe garante contratualmente direitos e deveres.
Alguns autores, destacam no entanto o individualismo moral e político presente na Reforma Protestante como a marca distintiva da modernidade — considerando a Reforma como até mais importante, neste sentido, do que o contratualismo, e um conceito político moral e social.
Posteriormente, o Romantismo também será fundamental na constituição do individualismo moderno, que tanto reúne traços iluministas quanto românticos. Segundo Simmel há duas revoluções individualistas na história do Ocidente, que resultam em dois tipos de individualismo: a primeira revolução individualista teria sido uma revolução quantitativa ou numérica (de singleness), fruto do iluminismo, visando o homem em sua universalidade, o que corresponde à concepção do indivíduo como um cidadão livre e autônomo, destacado do todo social. A instauração do individualismo de singleness tem como marco a Revolução Francesa, quando se consolidam os ideais de igualdade, liberdade e fraternidade. Já a segunda revolução individualista, promovida por meio do ideário romântico do século XIX, corresponde, segundo o autor, ao individualismo de uniqueness, e diz respeito à dimensão de excepcionalidade e singularidade do indivíduo moderno. O que importava agora não era mais ser um indivíduo livre como tal, mas ser um indivíduo singular e insubstituível.

## Individualismo econômico
A doutrina do individualismo econômico sustenta que cada indivíduo deve ter autonomia para tomar suas próprias decisões econômicas, em oposição às decisões tomadas pela comunidade, pela corporação ou pelo Estado para ele ou ela.

### Liberalismo clássico
O liberalismo é uma ideologia política que se desenvolveu no século 19 nas Américas, Inglaterra e Europa Ocidental. Seguiu-se formas anteriores de liberalismo em seu compromisso com a liberdade pessoal e o governo popular, mas diferia das formas anteriores de liberalismo em seu compromisso com a economia clássica e os livres mercados.
Liberais notáveis no século 19 incluem Jean-Baptiste Say, Thomas Malthus e David Ricardo. O liberalismo clássico, às vezes também usado como um rótulo para se referir a todas as formas de liberalismo antes do século 20, foi revivido no século 20 por Ludwig von Mises e Friedrich Hayek e desenvolvido por Milton Friedman, Robert Nozick, Loren Lomasky e Jan Narveson.

### Libertarianismo
O libertarianismo defende a liberdade como um princípio central. Os libertários procuram maximizar a autonomia e a liberdade política, enfatizando a livre associação, liberdade de escolha, individualismo e associação voluntária. O libertarianismo compartilha um ceticismo em relação à autoridade política e ao poder do Estado, mas os libertários divergem sobre o escopo de sua oposição aos sistemas econômicos e políticos existentes. Várias escolas de pensamento libertário oferecem uma gama de visões sobre as funções legítimas do Estado e do poder privado, muitas vezes pedindo a restrição ou dissolução de instituições coercitivas. Diferentes categorizações têm sido usadas para distinguir várias formas de libertarianismo. Isso é feito para distinguir as visões libertárias sobre a natureza da propriedade e do capital, geralmente ao longo de linhas direita–esquerda ou capitalista–socialista.

### Libertarianismo de direita
O libertarianismo de direita ou a variedade de diferentes visões libertárias existentes que os estudiosos rotulam de direita do libertarianismo representa formas não coletivistas de libertarianismo. Termos relacionados incluem libertarianismo conservador, capitalismo libertário e libertarianismo de direita. Em meados do século 20, ideologias libertárias de direita, como o anarcocapitalismo e o minarquismo, cooptaram o termo libertário para defender o capitalismo laissez-faire e os direitos de propriedade privada, como terra, infraestrutura e recursos naturais. Do qual são a forma dominante de libertarianismo nos Estados Unidos, onde defendem as liberdades civis, a lei natural, o capitalismo de livre mercado e uma grande reversão do estado social moderno.

### Libertarianismo de esquerda

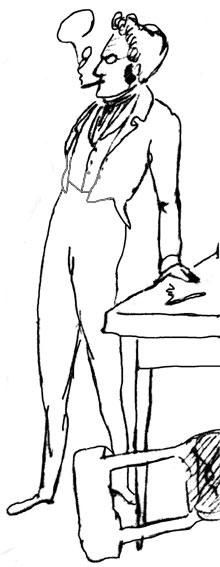
Reconstrução da figura de Stirner que aparece em uma caricatura de Friedrich Engels (1820 - 1895) de uma das reuniões do grupo "Die Freien", um encontro filosófico de Berlim no início da década de 1840.

O libertarianismo de esquerda representa várias abordagens relacionadas, mas distintas, à política, sociedade, cultura e teoria política e social que enfatizam tanto a liberdade individual quanto a liberdade politica ao lado da justiça social.

## Anarquismo individualista
Dentro do anarquismo, o anarquismo individualista representa várias tradições de pensamento dentro do movimento anarquista que enfatizam o indivíduo e sua vontade sobre quaisquer tipos de determinantes externos, como grupos, sociedade, tradições e sistemas ideológicos. O anarquismo individualista não é uma filosofia única, mas se refere a um grupo de filosofias individualistas que às vezes estão em conflito.
O anarquismo individualista é a proposta de associação libertária que remonta aos escritos de Pierre-Joseph Proudhon e Max Stirner, como forma de assegurar as necessidades individuais através de uniões livres de cidadãos.
A corrente do anarquismo pauta sua tese antiautoritária na liberdade e inviolabilidade do indivíduo. Assim qualquer forma de autoridade significaria restrições à existência de um indivíduo pleno, livre de coerções externas. Neste sentido vê criticamente qualquer forma de instituição social que restrinja a autodeterminação individual.

## Críticas
Os fascistas acreditam que a ênfase liberal na liberdade individual produz divisão nacional.